# Arrenslee
Een arrenslee is een soort slee die getrokken wordt door een of meer trekdieren zoals paarden of rendieren en die meestal gebruikt wordt voor pleziertochtjes.
De naam arrenslee is een verbastering van narrenslee, een slede van een nar. Het woordje 'nar' heeft hierbij betrekking op de bellen. Omdat deze sleden snel maar vrijwel geruisloos over de sneeuw voortbewegen zijn de gebruikte paardentuigen voorzien van een riem met ('narren')belletjes, zodat voetgangers op tijd de baan kunnen vrijmaken.
In vele wintersportgebieden in kunnen tochten per arrenslee worden gemaakt als toeristische attractie. Dit type sleden, gebruikt voor gezellige tochtjes, wordt in de vakliteratuur een "sociable" genoemd.
Noord-Amerikaanse arrensleden zijn vaak stuurbaar doordat ze met twee paar glijders zijn uitgerust (in tegenstelling tot de meeste Europese sleden). Zie afbeelding.
Een arretikker is een slede uit Friesland. Het is een fraai beschilderde, kleine bakslede voor één of twee personen, bedoeld om voortgetrokken te worden door een Fries paard.

## Afbeeldingen

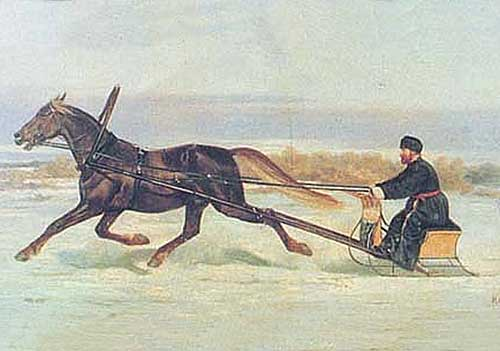
Draver
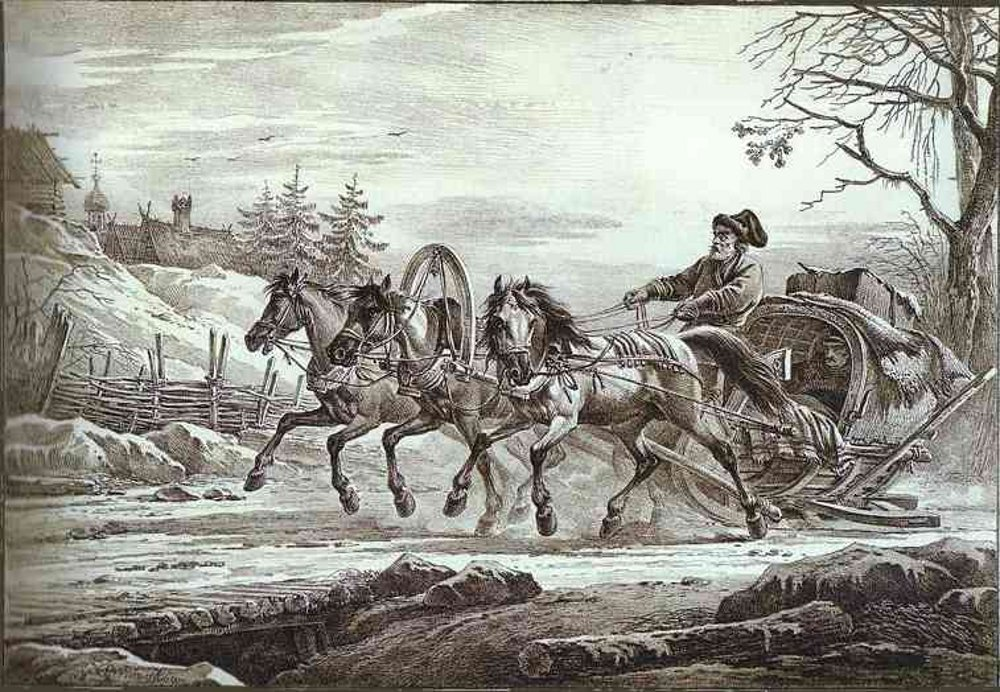
Trojka
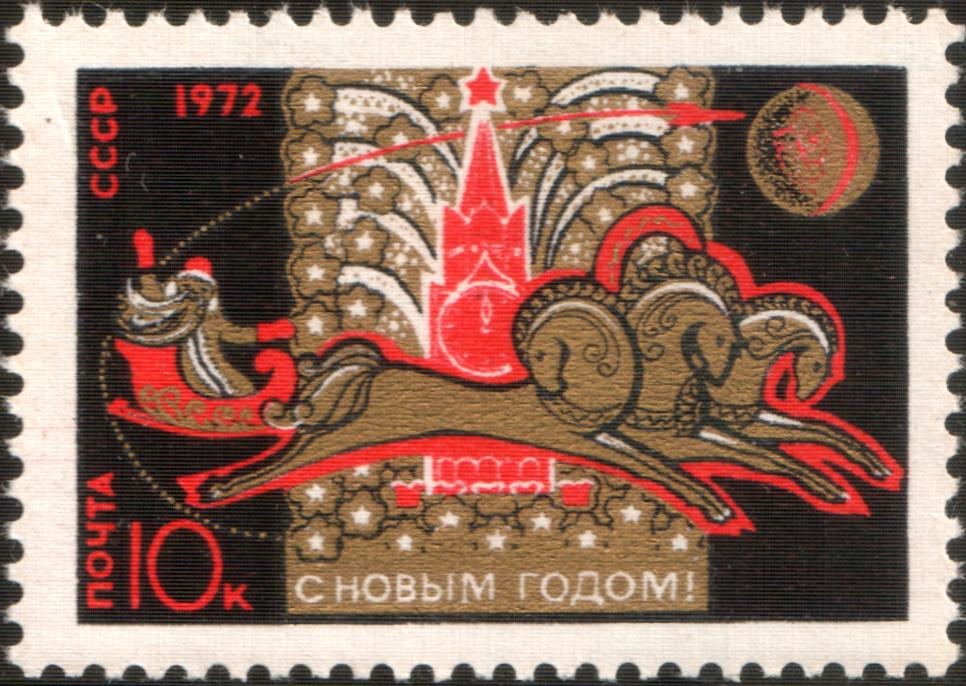
Ded Moroz of Vadertje Winter in een arrenslee getrokken door drie schimmels
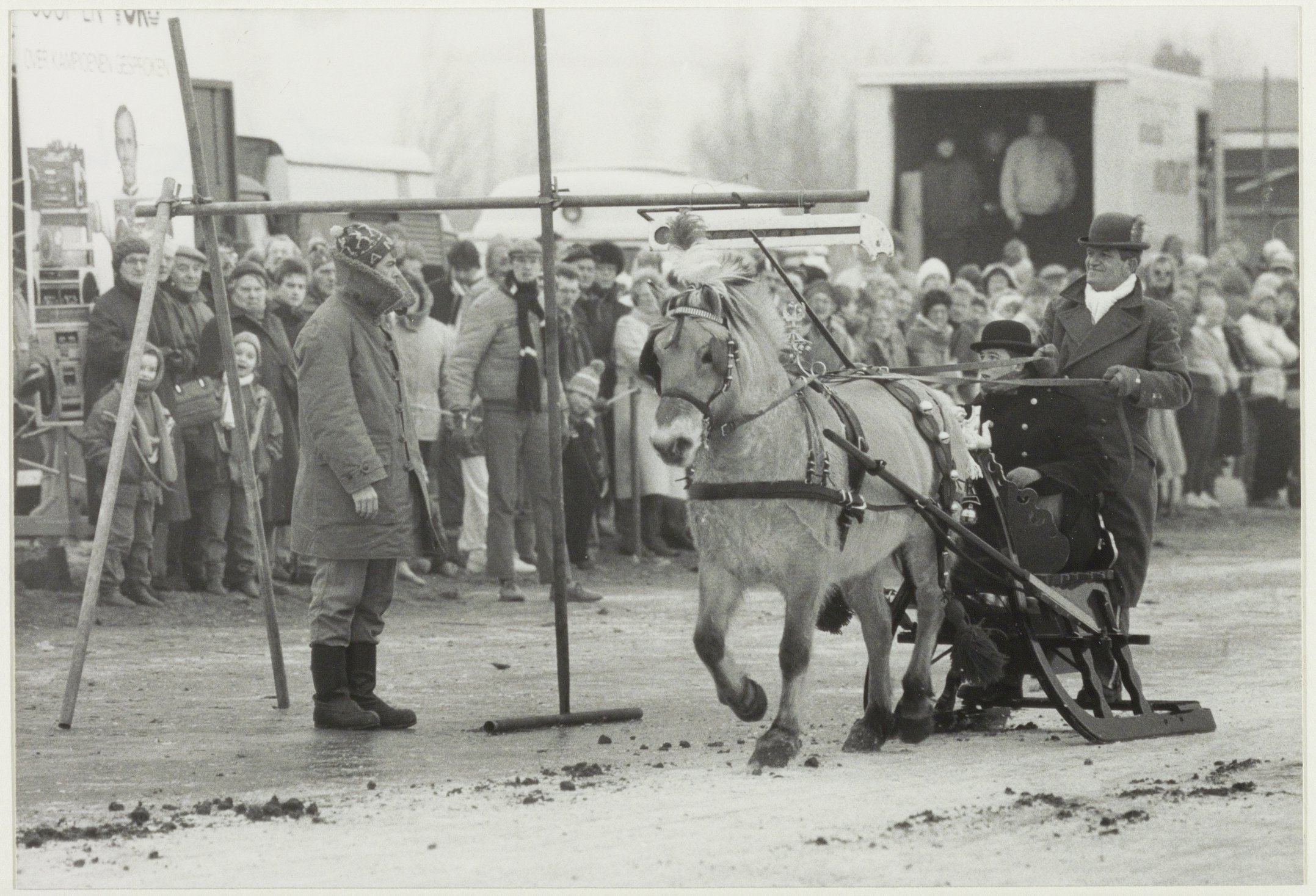
Ringsteken per arrenslee op de natuurijsbaan Nova Zembla in Spaarndam, 1986

## Trivia
Een arrenslee die voortgetrokken wordt door meerdere rendieren is volgens het 19e-eeuwse gedicht A Visit from St. Nicholas het vervoermiddel van de Kerstman.